# Ivnjanskij rajon
L'Ivnjanskij rajon (in russo Ивнянский район?) è un rajon dell'Oblast' di Belgorod, nella Russia europea. Istituito nel 1928, ha come capoluogo Ivnja, ricopre una superficie di 871,1 km2 ed ospitava nel 2010 una popolazione di circa 23.000 abitanti.